# Bunkeflomodellen
Bunkeflomodellen är en modern undervisningsmodell för den svenska grundskolan. Det baseras på en utökad skoldag där man varje dag har en lektion idrott. Modellen baserar sig på Bunkefloprojektet, som genomfördes under 00-talet med syfte att undersöka möjligheterna att förbättra både skolbarnens motorik och övriga skolresultat.
Projektet genomfördes från och med 1999/2000, i tre årskullar i lågstadiet på Ängslättsskolan i Bunkeflostrand i Malmö kommun. Från 2004 fortsatte undervisningsmodellen även för dessa elever när de började på den närliggande Sundsbroskolan. 

## Projektförlopp

### Syfte och bakgrund
Syftet med projektet, drivet via forskare på Malmö högskola, var att undersöka om inlärningen hos skolbarnen förbättras av ökad fysisk aktivitet. Projektet genomfördes genom att ge eleverna på "projektskolorna" i Bunkeflostrand en förlängd skoldag, där varje dag innehåller en extra lektion idrott (40 minuter) på schemat. Detta innebar att den övriga undervisningen inte påverkades, mer än att skoldagen blev längre.
Projektet hade en bakgrund i MUGI-projektet (Motorisk Utveckling som Grund för Inlärning), där man i Lund på 1980-talet lät sexåringar i tre förskolor få regelbunden motorisk träning; detta resulterade i bättre grov- och finmotorik, uppfattningsförmåga och förmåga att minnas detaljer.

### Utbildningsprojektet
Projektet var ursprungligen tänkt att pågå endast under tre års tid (2000–2003). I syfte att få säkrare forskningsresultat lät man dock det hela pågå i sammanlagt nio års tid. Sammanlagt 630 skolelever i Malmö kommun deltog i projektet, fördelade på "projektelever" på Ängslättsskolan samt elever i kontrollstudien på tre andra skolor i närheten (Ribbersborsskolan, Fridhemsskolan och Mellanheds-/Slottstadens skola) där mängden skolidrott låg kvar på läroplanens 60 minuter per vecka.
När Ängslättsskolans lågstadeelever 2004 började på mellanstadiet, fortsatte denna undervisningsmodell även för dessa elever på närliggande Sundsbroskolan. På grund av sjunkande elevkullar tvangs man 2010 pausa undervisningsmodellen på Sundsbroskolan, samtidigt som fortsatt högt elevantal på Ängslättsskolan möjliggjorde en fortsättning av undervisningsmodellen för lågstadieeleverna.

### Resultat och modell
En studie av undersökningsmodellen gjordes 2003, och 2011 gjordes en uppföljningsstudie. Resultatet visade att skolbarnen i projektet både fått förbättrad motorik och koncentration, och dessutom ökade deras prestationer i skolan. Vid uppföljningsstudien 2011 konstaterades att barnen i projektet fortfarande hade bättre motorik än barnen i kontrollgruppen, bestående av skolbarn i andra skolor i Malmö kommun. Skillnaden i motorik vid studien 2011 var mellan 93 procent med god motorik hos projekteleverna och 53 procent i kontrollgruppen. Dessutom var barnen från Ängsslättsskolan mer fysiskt aktiva i allmänhet, något som motsatte en tidigare studie från 1990-talet som förutsåg att barns totala mängd fysiska aktiviteter inte skulle påverkas att en ökad mängd idrott i skolan.
Även tydliga skillnader i prestation i läsämnen noterades. Detta var dock till stor del könsbaserat där 7 procent av pojkarna fick högre skolbetyg generellt, medan flickornas betyg inte förändrades tydligt åt något håll.
Senare uppföljningar har planerats, för att se om den ökade mängden skolidrott i långstadiet skulle kunna leda till en förändrad hälsa senare i livet.
2013 noterades att Bunkeflomodellen permanentats samt även spridits till ett antal andra svenska skolor.